# Kanton Olette
Olette is een voormalig kanton van het Franse departement Pyrénées-Orientales. Het kanton maakte deel uit van het arrondissement Prades. Het werd opgeheven bij decreet van 26 februari 2014 met uitwerking op 22 maart 2015. Alle gemeenten werden opgenomen in het nieuwe kanton Les Pyrénées catalanes.

## Gemeenten
Het kanton Olette omvatte de volgende gemeenten:
- Ayguatébia-Talau
- Canaveilles
- Escaro
- Jujols
- Mantet
- Nyer
- Olette (hoofdplaats)
- Oreilla
- Py
- Railleu
- Sahorre
- Sansa
- Serdinya
- Souanyas
- Thuès-Entre-Valls